# کیر مصنوعی دودخولی

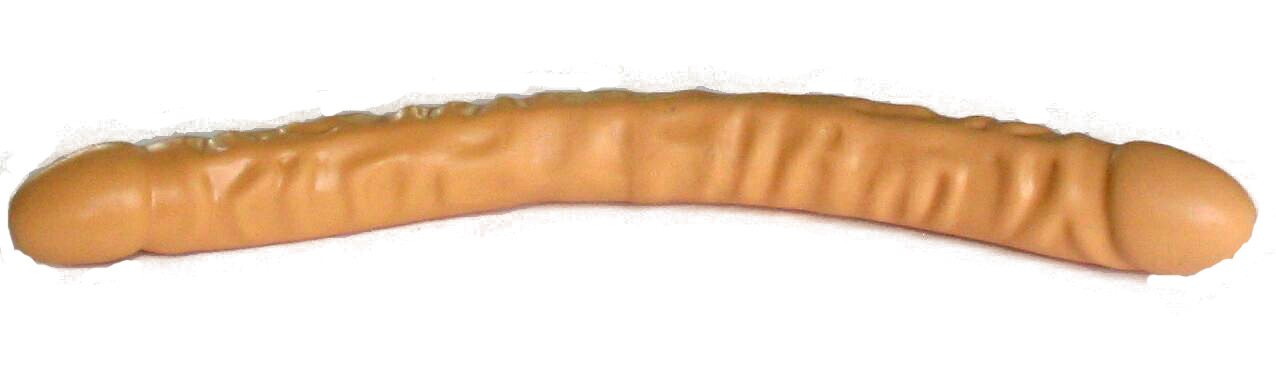
یک آلت مصنوعی دو دخول ۱۸ اینچی از جنس لاتکس.

کیر مصنوعی دو دخولی (به انگلیسی: double dildo) یک (اسباب‌بازی جنسی) است که به فرد اجازه می‌دهد به طور هم‌زمان تجربه دخول در دو سوراخ از بدنش را داشته باشد و یا آن که توسط دو فرد به صورت همزمان مورد استفاده قرار گیرد. این وسیله شبیه به آلت نری با نراندامه در دو سر که یا به صورت جدا یا به هم متصل روی یک محور قرار گرفته‌اند، ساخته می‌شود. برخی از این‌گونه آلت مصنوعی‌های دودخولی دارای موتور لرزاننده یا ویبراتور نیز هستند که آن‌ها را به لرزاننده‌های دودخولی تبدیل می‌کند.

## بهره‌گیری

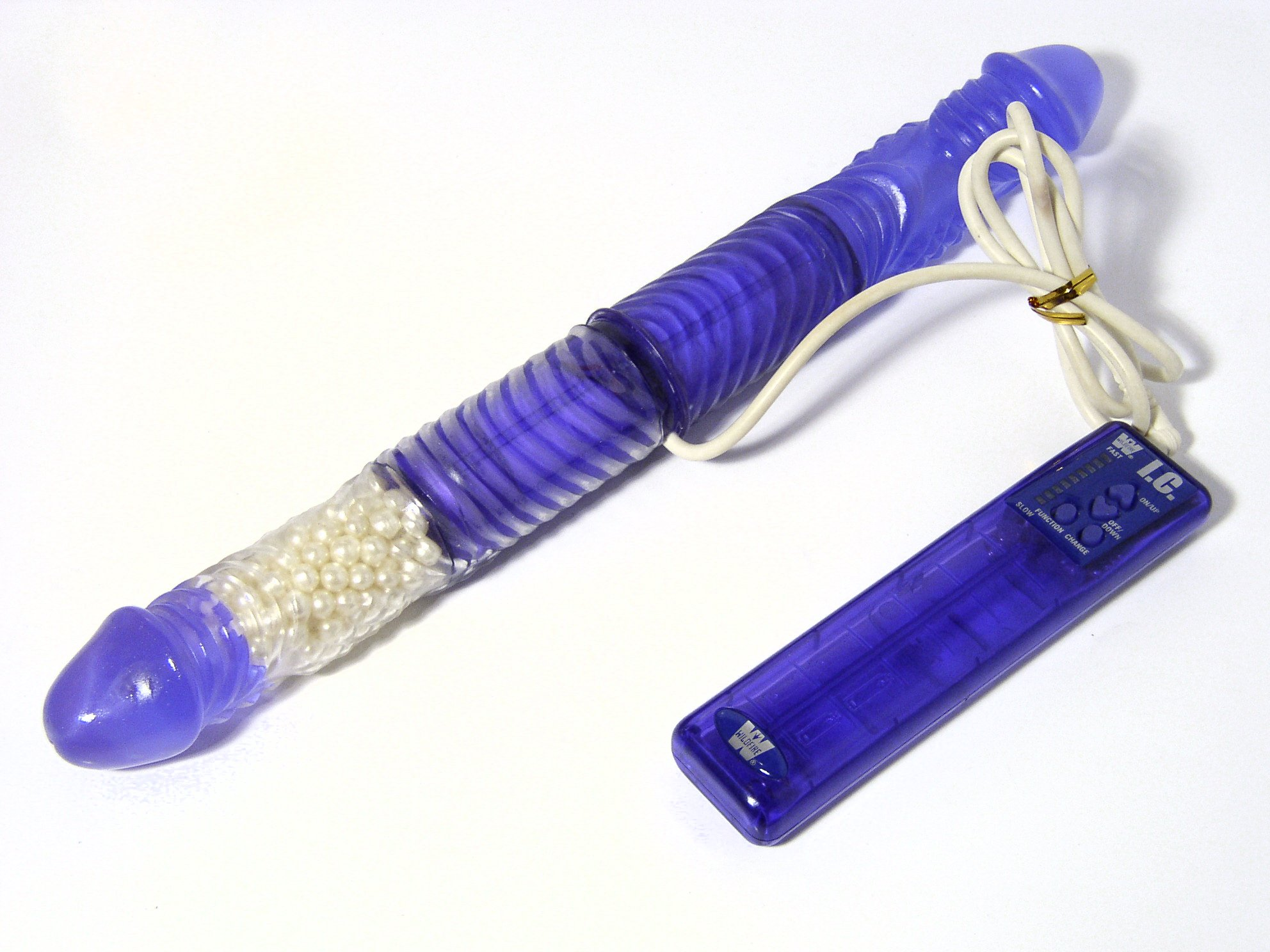
آلت مصنوعی دودخولی با قابلیت کنترل از راه دور و لرزاننده.

به سه حالت می‌توان از آلت مصنوعی دودخولی بهره گرفت:
- واژن به واژن که در این حالت دو زن دو سر آلت مصنوعی را به طور هم‌زمان وارد مهبل یک‌دیگر می‌کنند.
- مقعد به واژن که در این حالت یک سر آلت مصنوعی وارد مقعد یکی از طرفین و سر دیگر وارد نواحی شهوانی رحم طرف دیگر می‌گردد. همچنین از این وسیله می‌توان در میخ‌زنی که در آن یک زن با آلت مصنوعی به مقعد یک مرد دخول می‌کند، بهره برد.
- مقعد به مقعد که می‌توان از این نوع آلت مصنوعی در بیش‌تر آمیزش‌های مقعدی میان دو شریک جنسی بهره برد.

همچنین آمیزش جنسی دهانی به منظور تحریک جنسی نیز با این وسیله قابل انجام است.

## جنس
- پارچه ژله‌ای که رایج‌ترین ماده برای ساخت حشفه در اسباب‌بازی‌های جنسی است. با این حال باید گفت که این ماده پس از استفاده مداوم رنگ و شکل فیزیکی نخستین خود را از دست می‌دهد. همچنین گفته می‌شود که این ماده برای دستگاه تناسلی و زایایی زن خطرناک است. همچنین این ماده بر خلاف سیلیکون، متخلخل است که یعنی قابلیت بالایی برای جذب باکتری دارد.
- سیلیکون که دو ویژگی بی‌منفذ بودن (عدم جذب باکتری) و ماندگاری و در نتیجه نگه‌داری و تمیزکاری آسان‌تر، باعث شده این ماده در بیش‌تر آلت مصنوعی‌ها به کار رود.
- کائوچو که به سبب شباهت بافتی این ماده با آلت واقعی، نزدیک‌ترین تجربه آلت واقعی را به فرد می‌دهد.
- شیشه که به سبب صاف و سفت بودن، یک نوع احساس خنکی به فرد منتقل می‌کند. همچنین نوع حرارتی آن نیز موجود است. معمولاً آلت‌های مصنوعی شیشه‌ای از گونه‌ای شیشه ویژه به نام بوروسیلیکات ساخته می‌شوند.
- پلاستیک نیز به سبب عدم جذب باکتری برای ساخت آلت مصنوعی مناسب است.